# جويل ميلر (سائق سيارة سباق)
جويل ميلر (بالإنجليزية: Joel Miller)‏ هو مهندس أمريكي، ولد في 10 مايو 1988 في هيسبيريا في الولايات المتحدة.